# Жујовићи
Космајски Жујовићи воде порекло од бимбаше Јована Жујовића кога је Карађорђе поставио за заповедника избеглица из сјеничког краја. Његов братанац је пуковник Младен М. Жујовић, министар војни, државни саветник, чији син је Јован Жујовић, министар иностраних послова, председник Српске краљевске академије, а унук четнички потпуковник Младен Жујовић, др. права, београдски адвокат.

### Порекло
Жујовићи се презивају по Жују, претку светле „жуте“ косе, који је живео у XVII веку. Његов син звао се Никола Пипер, извесно зато што су пореклом били из Пипера. Син Николин је Радован Жујовић, чији син Груја Жујовић је отац бимбаше Јована Жујовића, Миленка Жујовића и једне кћерке која је била удата за Дели-Марка Коматину, родоначелника Дели-Марковића. Жујовићи су пре досељавања у Шумадију живели у Коритима (између Пештери и Сјенице). Због подршке Првом српском устанку, Жујовићи су кажњени од турске власти, а један део мушких чланова породице је затворен. Ослобођени су приликом Карађорђеве офанзиве у Рашкој 1809, након чега су се преселили у тадашњу ослобођену Србију.
Неки од Жујовића су се населили на планини Јешевцу, у Гружи, где су остали до 1826, када су се преселили у Неменикуће на Космају.

### Потомство Миленка Жујовића
Јована Жујовића Карађорђе је поставио за бимбашу сјеничана, избеглица из Сјенице. Његов брат Миленко Жујовић такође учествује у борбама до 1813. У бици на Варварину спасао му је живот Тома Вучић Перишић.

#### Пуковник Младен М. Жујовић
Миленков син пуковник Младен М. Жујовић (1811-1894), министар војни и државни саветник ожењен је Јеленом Данић, кћерком Ристе Илче Данића, председника београдске општине, а унуком пожаревачког кнеза Момира Протића и сестром војводе Ива Момировића. Сестра Јелене Жујовић, рођ. Данић, Софија била је удата за Илију Гарашанина. Младен Жујовић као окружни начелник по налогу кнеза Александра Карађорђевића основао је данашњи Горњи Милановац.
Младен М. Жујовић је са Јеленом - Јелком Жујовић, рођ. Данић имао осморо деце, пет синова - Миленка, Михаила, Јована, Ђорђа и Јеврема и три кћерке Катарину, Јелисавету и Љубицу.
Син Младена Жујовића Миленко Жујовић, правник, секретар Министарства правде, био је ожењен Савком из породице Симић, унуком Алексе Симића, кнежевског представника (председника владе).

#### др Јован М. Жујовић (1856-1936)
Други син Младена Жујовића Јован Жујовић (1856—1936), министар иностраних послова и просвете, председник Српске краљевске академије, био је био ожењен дворском дамом краљице Наталије Обреновић Станом Бучовић, кћерком пуковника Константина Косте Бучовића (Бучевића) и Софије, унуке Лазара Арсенијевића Баталаке.

#### Мајор Ђорђе М. Жујовић (1846-1937)
Трећи син пуковника Младена Жујовића је мајор Ђорђе М. Жујовић (1846-1937), који је са Персидом Костић имао сина пуковника Михаила Жујовића (1880—1965) и кћерку Јелену удату за генерала Туфегџића.

##### Коњички пуковник Михаило Ђ. Жујовић (1880—1965)
Коњички пуковник Михаило Ђ. Жујовић.

##### Пуковник Душан Туфегџић
Јелена кћерка мајора Ђорђа Жујовића била је удата за пуковника Душана Туфегџића.

#### Сан. потпуковник др. Јеврем Жујовић
Четврти син пуковника Младена Жујовића, санитетски потпуковник Јеврем Жујовић био је ожењен са Даницом Ђ. Аћимовић, унуком протојереја-ставрофора Илије Новаковића (1813—1885), дворског свештеника кнеза Михаила, посланика на Светоандрејској скупштини, свештеника београдског округа и војног свештеника. Протојереј Илија Новаковић је син Новака Јагодића, а унук удовице Јагоде, која је са 8 синова дошла из црногорских брда у околину Пећи, одакле су се доселили у Шумадију у село Горович, код Тополе, a после у Жабаре. Сестра Проте Илије Новаковића је Марија Миливојевић, велика добротворка. Друга унука протојереја Илије Новаковића, по кћерки Анђелији Новаковић (рођ. 1838) удатој за Дубровчанина Илију Маргетића, министра финансија, Марија Маргетић, била је удата за генерала Димитрија Цинцар-Марковића, председника министарског савета.

#### Потпуковник др. Младен Жујовић
Први син сан. потпуковника Јеврема Жујовића и Данице (Цајке) Жујовић, рођ. Аћимовић је четнички потпуковник Младена Жујовића (1895—1969), др. права, адвокат, официра, политичар, члан Централног националног комитета, ожењен кћерком француског генерала Ремона Пижоа.
Писану заоставштину Младена Ј. Жујовића приредиле су Теодора Жујовић монахиња манастира Градац, Гордана Радојчић и Даница М. Жујовић.

#### Проф. др. Ђорђе Жујовић
Млађи син сан. потпуковника Јеврема Жујовића и Данице (Цајке) Жујовић, рођ. Аћимовић је проф. др. Ђорђе Жујовиће, професор Медицинског факултета у Београду.
Књигу др. Ђорђа Жујовића, Успомене из детињства, Београд 1997, објавила је његова кћерка Гордана Радојчић, рођ. Жујовић.

### Породичне куће и имања
Стара породична кућа Жујовића у Неменикућама на Космају је заштићена као добро од великог културног значаја. У Неменикућама, где су Жујовићи имали велика имања, Јован Жујовић је имао кућу „Вила Стана“, названу по рано преминулој супрузи Стани рођ. Бучовић. Породична кућа Жујовића у Београду налазила се у улици Краља Милана, на месту где се данас налази Београђанка.

### Занимљивости
Др Ђорђе Жујовић, проф. Медицинског факултета, специјалиста рендгенолог, у својим Успоменама записао је: „Врло леп портрет татине старамајке Нумке који је насликао неки бечки мајстор украо је аустријски командант артиљерије који је за време окупације у току Првог светског рата становао у нашој кући. Поред те њене слике, украо је и велики портрет деде Аћимовића, па ретко лепу збирку породичног оружја – четири пиштоља сребрњака с кубурлијама, дугачку пушку кремењачу прадеде Миленка, деда-Младенов свечани мач, сабљу, енглеску ловачку пушку (дар кнеза Михаила), два турска јатагана од којих један са сребрном канијом и гравираном посветом (дар београдског паше), и, најзад, стари мач из доба Немањића… Мајкину збирку кристалних пехара, деда-Младенову кристалну венчану чашу с датумом, монограмом и круном кнеза Михаила који га је тим пехаром даровао, пуно ретких страних књига…”

### Сродство
Жујовићи су у сродству са породицом Гарашанин, Момировићима, Данићима, Бучовићима, Симићима, Цинцар-Марковићима и др.